# Lucquy
Lucquy is een gemeente in het Franse departement Ardennes in de regio Grand Est en maakt deel uit van het arrondissement Rethel. De gemeente telde 579 inwoners op 1 januari 2022.

## Geschiedenis
Lucquy maakte deel uit van het kanton Novion-Porcien tot het op 22 maart 2015 werd opgeheven en de gemeente werd opgenomen in het kanton Signy-l'Abbaye.

## Geografie
De oppervlakte van Lucquy bedraagt 5,07 vierkante kilometer; Op 1 januari 2022 was de bevolkingsdichtheid 114,2 inwoners per km².
De onderstaande kaart toont de ligging van Lucquy met de belangrijkste infrastructuur en aangrenzende gemeenten.

## Verkeer en vervoer
In de gemeente bevind zich het spoorwegstation Amagne-Lucquy

## Demografie
Onderstaande figuur toont het verloop van het inwonertal.
Vanwege een beveiligingsprobleem met de MediaWiki Graph-software is het momenteel niet mogelijk deze grafiek weer te geven. Zodra de software is bijgewerkt zal de grafiek vanzelf weer zichtbaar worden.

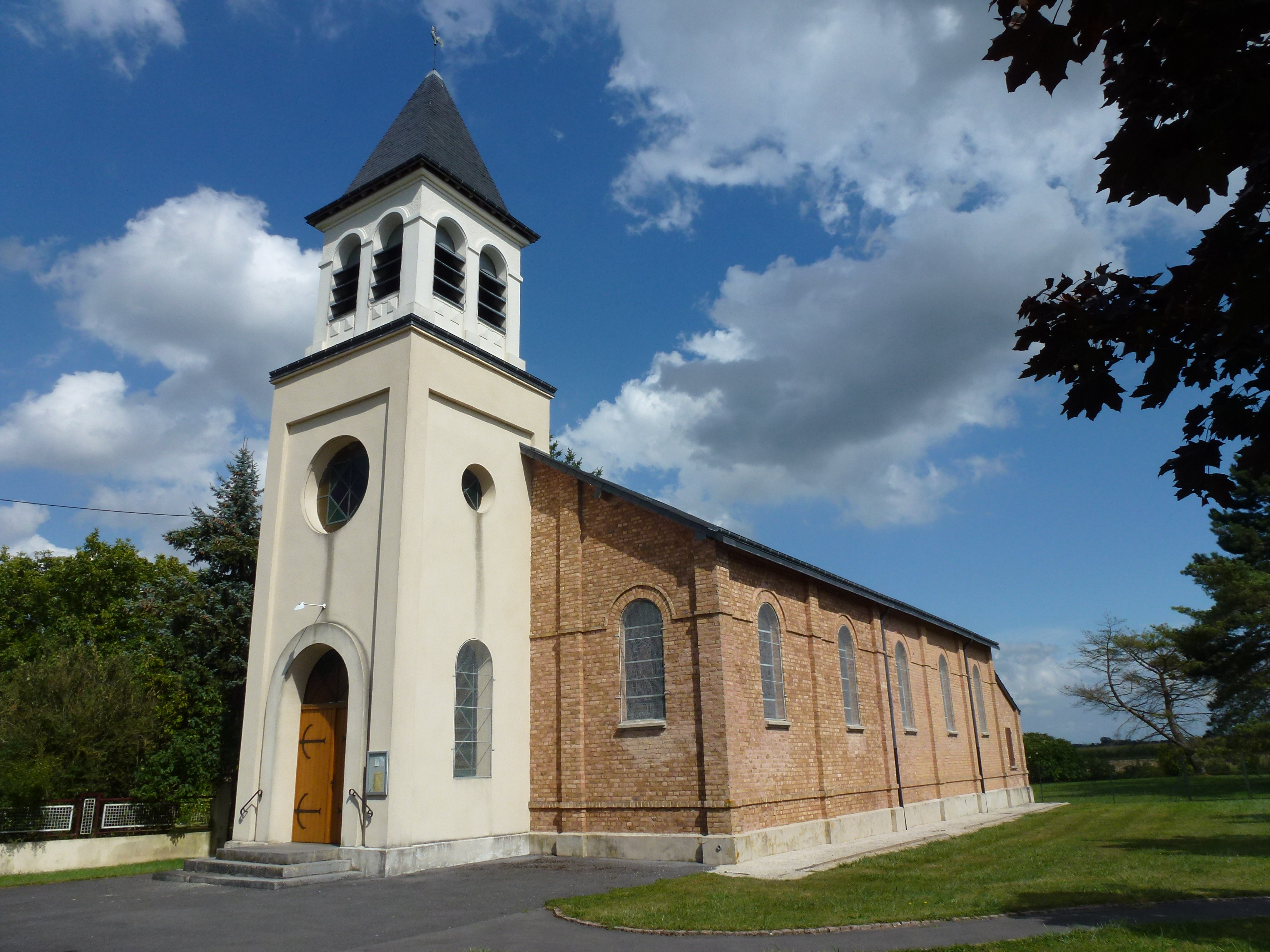
Kerk
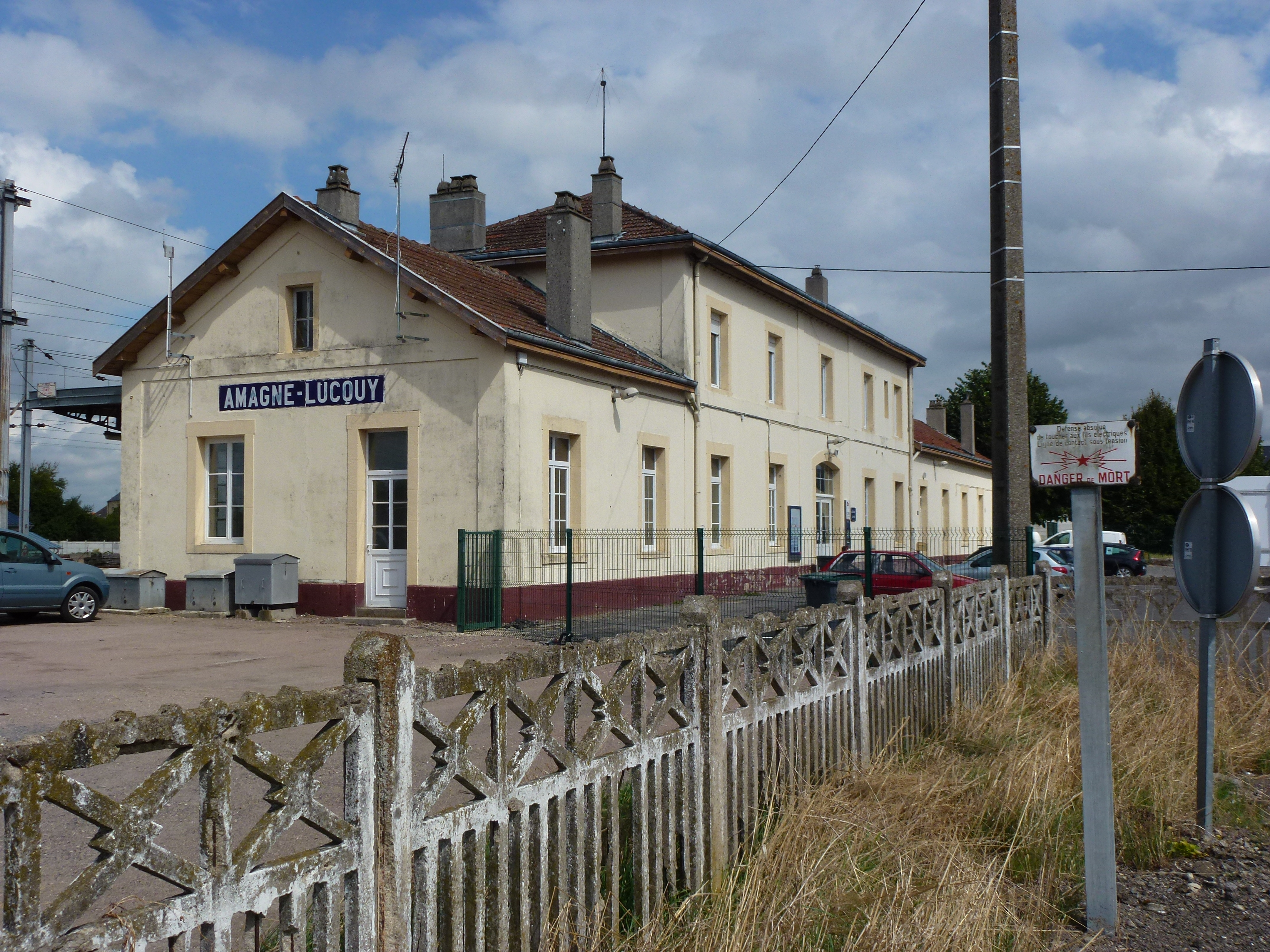
Station van Amagne-Lucquy
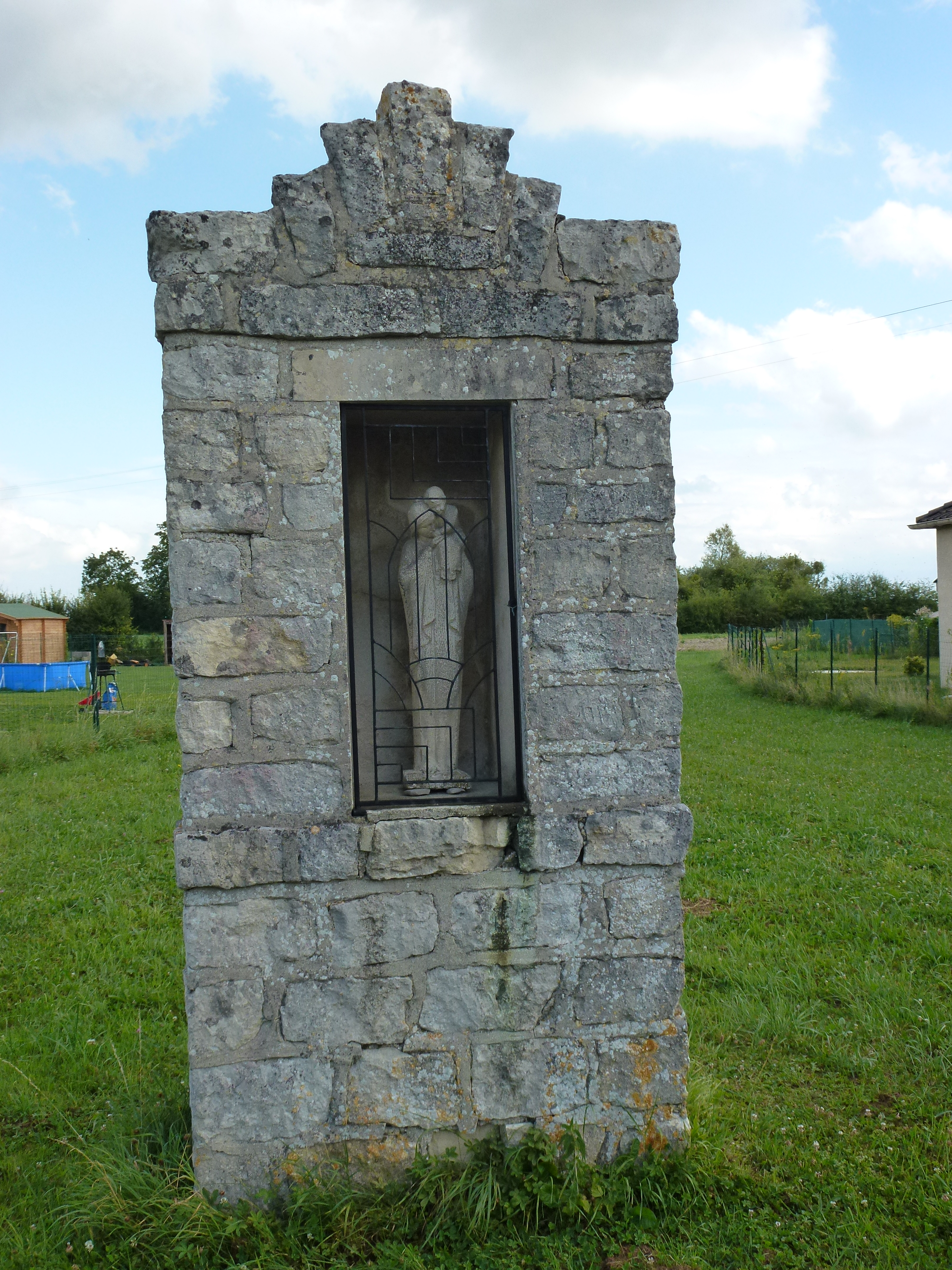
Wegkapel